# La morte dell'autore
La morte dell'autore (in francese La mort de l'auteur) è un saggio del 1967 del critico letterario e teorico francese Roland Barthes (1915-1980). Il saggio di Barthes si oppone alla pratica della critica letteraria tradizionale di affidarsi alle intenzioni e alla biografia di un autore per spiegare definitivamente il "significato ultimo" di un testo. Invece, il saggio sottolinea il primato dell'interpretazione dell'opera da parte di ogni singolo lettore su qualsiasi significato "definitivo" inteso dall'autore, un processo in cui si possono estrarre caratteristiche sottili o inosservate per nuove intuizioni. La prima pubblicazione in lingua francese è avvenuta sulla rivista Manteia, n. 5 (1968), mentre la traduzione inglese del saggio è comparsa sulla rivista americana Aspen, n. 5-6 del 1967. Il saggio è poi apparso in un'antologia di saggi di Barthes, Image-Music-Text (1977), un libro che includeva anche il suo "Dal lavoro al testo".

## Contenuto
Nel suo saggio, Barthes si oppone al metodo di lettura e critica che si basa su aspetti dell'identità di un autore per ottenere il significato dal lavoro dell'autore. In questo tipo di critica, contro la quale argomenta, le esperienze e i pregiudizi dell'autore sono come una "spiegazione" definitiva del testo. Per Barthes, tuttavia, questo metodo di lettura può essere apparentemente ordinato e conveniente, ma in realtà è sciatto e viziato: "dare un autore a un testo" e assegnargli un'unica interpretazione "significa imporre un limite a quel testo".
I lettori devono quindi, secondo Barthes, separare un'opera letteraria dal suo creatore per liberare il testo dalla tirannia interpretativa (una nozione simile alla discussione di Erich Auerbach sulla tirannia narrativa nelle parabole bibliche). Ogni opera di scrittura contiene più livelli e significati. In un noto passaggio, Barthes traccia un'analogia tra testo e tessuto, dichiarando che un "testo è un tessuto di citazioni", tratte da "innumerevoli punti di cultura", piuttosto che da un'esperienza individuale. Il significato essenziale di un'opera dipende dalle impressioni del lettore, piuttosto che dalle "passioni" o dai "gusti" dello scrittore; "l'unità di un testo non risiede nelle sue origini", o nel suo creatore, "ma nella sua destinazione", o nel suo pubblico.
Non più al centro dell'influenza creativa, l'autore è semplicemente uno "scriptor" (una parola che Barthes usa espressamente per interrompere la tradizionale continuità di potere tra i termini "autore" e "autorità"). Lo scriptor esiste per produrre ma non per spiegare l'opera e «nasce simultaneamente al testo, non è in alcun modo dotato di un essere precedente o eccedente la scrittura, [e] non è il soggetto con il libro come predicato». Ogni opera è "eternamente scritta qui e ora", ad ogni rilettura, perché l'"origine" del significato risiede esclusivamente nel "linguaggio stesso" e nelle sue impressioni sul lettore.
Barthes osserva che il tradizionale approccio critico alla letteratura solleva un problema spinoso: come possiamo individuare con precisione ciò che intendeva lo scrittore? La sua risposta è che non possiamo. Introduce questa nozione di intenzione nell'epigrafe del saggio, tratta dal racconto Sarrasine di Honoré de Balzac in cui un protagonista maschile scambia un castrato per una donna e se ne innamora. Quando, nel passaggio, il personaggio stravede per la sua femminilità percepita, Barthes sfida i suoi stessi lettori a determinare chi sta parlando e di cosa. "È Balzac l'autore che professa idee 'letterarie' sulla femminilità? È saggezza universale? Psicologia romantica? ... Non possiamo mai saperlo". La scrittura, "la distruzione di ogni voce", sfida l'adesione a un'unica interpretazione o prospettiva. (Barthes è tornato su Sarrasine nel suo libro S/Z, dove ha dato alla storia una lettura rigorosa e attenta).
Riconoscendo la presenza di questa idea (o variazioni di essa) nelle opere di scrittori precedenti, Barthes ha citato nel suo saggio il poeta Stéphane Mallarmé, che ha affermato che "è la lingua che parla". Ha anche riconosciuto Marcel Proust come "preoccupato per il compito di offuscare inesorabilmente... il rapporto tra lo scrittore e i suoi personaggi"; il movimento surrealista per aver impiegato la pratica della "scrittura automatica" per esprimere "ciò di cui la testa stessa non è consapevole"; e il campo della linguistica come disciplina per "mostrare che tutta l'enunciazione è un processo vuoto." L'articolazione della morte dell'autore da parte di Barthes è un riconoscimento radicale e drastico di questa separazione dall'autorità e dalla paternità. Invece di scoprire «un unico significato "teologico" (il "messaggio" dell'Autore-Dio)», i lettori di un testo scoprono che la scrittura, in realtà, costituisce «uno spazio multidimensionale», che non può essere «decifrato», solo «districato».
«Rifiutarsi di assegnare un "segreto", un significato ultimo» al testo «libera quella che si può definire un'attività antiteologica, un'attività che è veramente rivoluzionaria poiché rifiutare il significato è, in fondo, rifiutare Dio e le sue ipostasi— ragione, scienza, diritto».

## Influenze e panoramica
Le idee presentate in "La morte dell'autore" sono state anticipate in una certa misura dal New Criticism, una scuola di critica letteraria ben nota negli Stati Uniti dagli anni Quaranta agli anni Settanta. Il New Criticism differisce dalla teoria della lettura critica di Barthes perché tenta di arrivare a interpretazioni più autorevoli dei testi. Tuttavia, il cruciale precetto della Nuova Critica della "fallacia intenzionale" dichiara che una poesia non appartiene al suo autore, quanto piuttosto "si distacca dall'autore alla nascita e va in giro per il mondo al di là del suo potere di intenderlo o controllarlo. La poesia appartiene al pubblico." Lo stesso Barthes ha affermato che la differenza tra la sua teoria e New Criticism sta nella pratica del "districarsi". Il lavoro di Barthes ha molto in comune con le idee della scuola di Yale dei critici decostruzionisti, che annoverava tra i suoi sostenitori Paul de Man e Barbara Johnson negli anni '70, sebbene non siano inclini a vedere il significato come la produzione del lettore. Barthes, come i decostruzionisti, insiste sulla natura sconnessa dei testi, le loro crepe di significato e le loro incongruenze, interruzioni e rotture. Il saggio di A. D. Nuttall "Did Meursault Mean to Kill the Arab? The Intentional Fallacy Fallacy" (Critical Quarterly 10:1–2, giugno 1968, pp. 95–106) espone i difetti logici nell'argomento "fallacia intenzionale".
Anche Michel Foucault ha affrontato la questione dell'autore nell'interpretazione critica. Nel suo saggio del 1969 "Che cos'è un autore?", ha sviluppato l'idea della " funzione dell'autore" per intendere l'autore come principio classificatore all'interno di una particolare formazione discorsiva. Foucault non ha menzionato Barthes nel suo saggio, ma la sua analisi è stata vista come una sfida alla rappresentazione di Barthes di una progressione storica che libererà il lettore dal dominio dell'autore.
Jacques Derrida ha reso un ironico omaggio a "La morte dell'autore" di Barthes nel suo saggio "La morte di Roland Barthes".
Il teorico letterario Seán Burke ha dedicato un intero libro all'opposizione a "La morte dell'autore", intitolato in modo esplicito La morte e il ritorno dell'autore .
Nel saggio satirico "Roland Barthes' Resurrection of the Author and Redemption of Biography" ( Cambridge Quarterly 29:4, 2000, pp. 386–393), J. C. Carlier (uno pseudonimo di Cedric Watts, professore di ricerca di inglese presso l'Università del Sussex) sostiene che il saggio "La morte dell'autore" è la cartina al tornasole della competenza critica. Coloro che lo prendono alla lettera falliscono automaticamente quel test; quelli che la prendono ironicamente e riconoscono un'opera di fine narrativa satirica sono quelli che superano la prova.
La pedagogia ha anche ripreso diversi temi da "La morte dell'autore" e li ha applicati a diversi campi della ricerca accademica e didattica. Mentre i progetti specifici variano, gli interessi della ricerca costruiscono quadri teorici che si basano sull'idea di Barthes di enfatizzare le impressioni del lettore negli esercizi sul testo. Tuttavia, visti attraverso una lente pedagogica, i ricercatori considerano gli incontri tra studenti e testi come transazioni dialogiche e stimolanti, che dovrebbero attingere alla conoscenza dello studente per affrontare la molteplicità del linguaggio. Lungo queste linee, gli studiosi hanno esplorato argomenti ampi e vari all'interno della pedagogia, come l'istruzione sulla Information literacy, capacità di pensiero critico e interpretazione letteraria, soggettività accademica e pedagogie di scrittura. Ad esempio, un modello di insegnamento dell'Information literacy per bibliotecari estende l'idea di Barthes di ridurre l'enfasi sui modi di comprendere i testi incentrati sull'autore promuovendo il dialogo tra bibliotecari e studenti. L'obiettivo di questo modello è che il bibliotecario ascolti i valori e le convinzioni dello studente e passi dall'essere un “fornitore di fatti” ad adottare un approccio “centrato sullo studente”. Ulteriori ricerche sullo sviluppo delle capacità di pensiero critico nell'interpretazione dei testi letterari estendono questa idea di trasferire la responsabilità dell'apprendimento sullo studente. Specifica per l'ambiente della classe, questa ricerca considera come la letteratura possa essere utilizzata come collegamento concettuale per gli studenti per legare il contenuto della classe al mondo esterno. In una tradizione barthesiana, il suo obiettivo pedagogico sottolinea la soggettività degli studenti ponendo un'impalcatura su questioni letterarie che iniziano in superficie ma alla fine salgono a un livello interpretativo incoraggiando gli studenti a esprimere le proprie opinioni. È importante sottolineare che la risposta personale è enfatizzata in questo modello rispetto alle risposte "giuste o sbagliate".
Altre ricerche hanno attinto a "La morte dell'autore" solo per sovvertire le sue idee originali di interrompere la singolarità della critica e dell'interpretazione letteraria incentrate sull'autore, suggerendo metodi collaborativi di paternità che consentono percorsi plurali di conoscenza. Ad esempio, in un recente tentativo di sfidare il "modello di studio individualista dell'autore nelle discipline umanistiche", gli studiosi hanno sperimentato forme di produzione e pubblicazione tra pari perseguendo una collaborazione autoriale di scrittura tra studiosi. Anche se il modello articola una posizione autoriale, avanza le idee di Barthes di incoraggiare molteplici prospettive, interpretazioni e posizioni ideologiche attraverso l'uso del linguaggio, rendendo la paternità una ricerca dell'intelligenza collettiva, che mette in discussione le norme tradizionali del sapere. Ulteriori studi approfondiscono questa nozione con un'attenzione sfumata alla paternità collettiva. Il primo esplora il modo in cui un gruppo di giovani con disabilità trasmette le sue narrazioni di vita attraverso storie di fantasia, mentre il secondo esamina i candidati insegnanti che scrivono autobiografie con un'attenzione specifica ai loro valori sull'insegnamento. Entrambi riprendono l'idea del potenziale di un testo per l'impegno dialogico con il suo costruttore di significato e di come quel processo dialogico sia essenziale per l'auto-riflessione e l'empowerment nel processo di conoscenza del testo.

## Applicazioni per la pedagogia critica
I temi del saggio di Roland Barthes sono stati applicati anche alla ricerca sulla pedagogia critica. Precedenti progetti di ricerca hanno enfatizzato il mettere in primo piano la conoscenza degli studenti nelle pratiche letterarie, sottolineando in questo modo l'idea centrale di Barthes di fare affidamento sulle impressioni del lettore per lo studio letterario. Questi studi sostengono che l'apprendimento degli studenti abbia natura dialogica, affermando che gli studenti dovrebbero arrivare alla conoscenza esplorando e mettendo in discussione i molteplici significati di un testo. Mentre i quadri teorici, i metodi, i progetti di ricerca e il pubblico di studi particolari variano, l'idea centrale in tutti i progetti, comunemente vista nei metodi costruttivisti della pedagogia, è quella di aumentare il senso di proprietà e autonomia degli studenti facendogli prendere in considerazione molteplici forme di conoscenza contro le proprie convinzioni e i propri valori. Ad esempio, in uno studio, un modello di insegnamento dell'Information literacy incoraggia un approccio dialogico per consigliare e localizzare i testi tra bibliotecari e studenti, piuttosto che suggerire solo testi per genere o nomi di autori. Questi progetti estendono uno dei punti fondamentali di Barthes nel suo saggio, in cui sottolinea la fiducia nella conoscenza soggettiva piuttosto che la dipendenza da fonti di conoscenza tradizionali e autorevoli.
Altre ricerche hanno sovvertito la tesi originale di Barthes di interrompere la critica letteraria incentrata sull'autore suggerendo metodi collaborativi di paternità. Questi studi descrivono modelli di scrittura in cui più autori "co-costruiscono" storie e articoli insieme, invitando gli scrittori a contribuire con le proprie idee e conoscenze e creare un prodotto che assomigli a un assemblaggio di voci e prospettive. Sebbene la premessa di questi modelli promuova la posizione dell'autore, il processo collettivo e basato sui pari di come questi testi sono costruiti sfida l'autorità tradizionale della paternità singola. Questi studi espandono le idee iniziali di Barthes su come un testo contenga molteplici posizioni ideologiche e possibilità interpretative, oltre a contestare l'influenza e la forza autoriale, offrendo un quadro democratico e pluralistico per la paternità.